# Betta tomi
Betta tomi là một loài cá thuộc họ Belontiidae. Nó là loài đặc hữu của Malaysia.